# Barnsteenslak
De barnsteenslak (Succinea putris) is een op het land levende longslak uit de familie Succineidae.

## Naam
De wetenschappelijke soortnaam werd in 1758 ingevoerd door Carl Linnaeus als Helix putris. Door andere inzichten in de taxonomie is de soort later in het geslacht Succinea geplaatst. Als gevolg van deze naamswijziging worden auteursnaam en datum nu tussen haakjes gezet. De soortaanduiding putris is mogelijk afgeleid van de omgeving waarin het dier vaak wordt aangetroffen. Putris (latijn) = vermolmd, verweerd, verrot (mogelijk slaand op een vochtige omgeving).

## Beschrijving

### De schelp

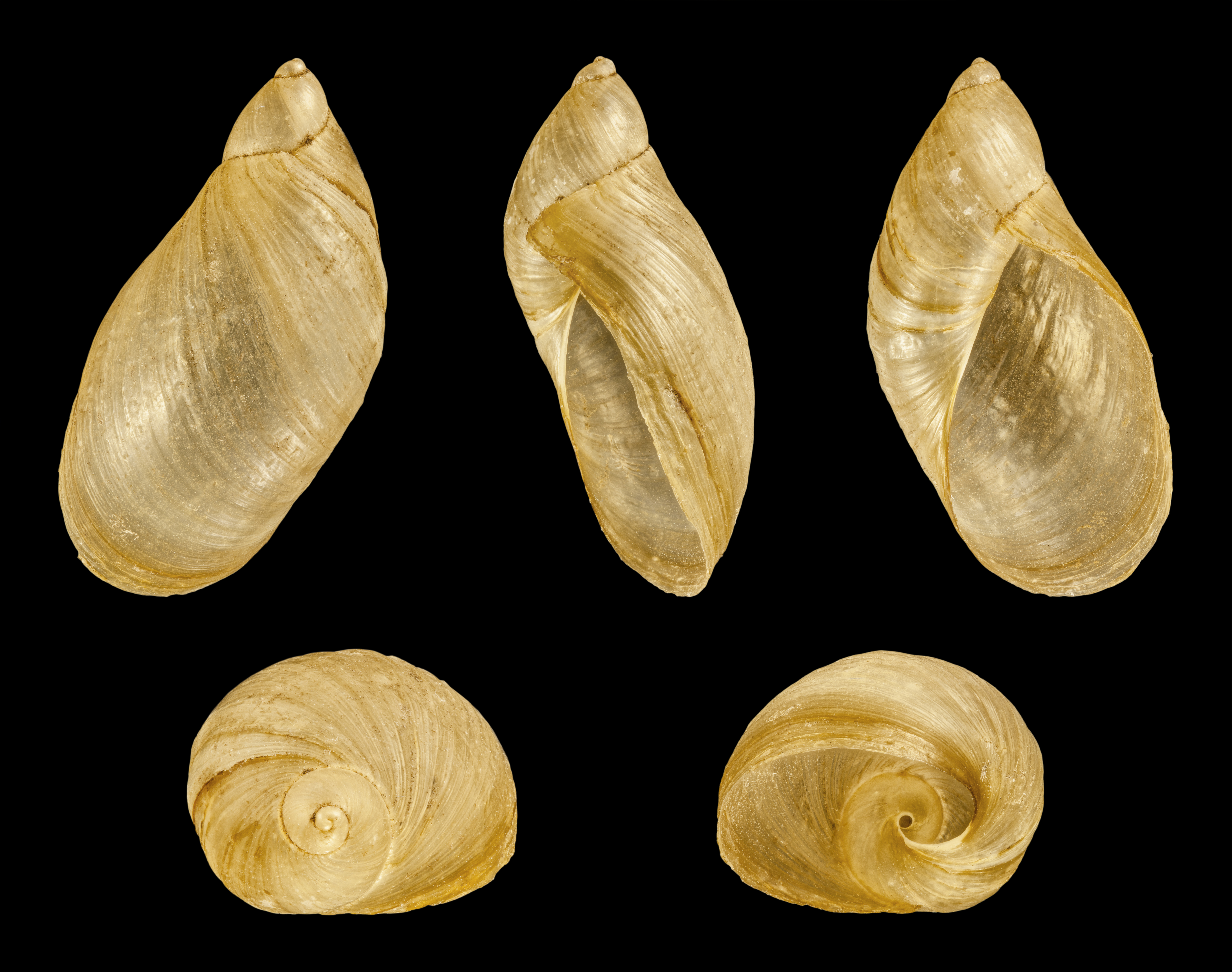
Een lege schelp

Succinea putris heeft een eivormige schelp met een spitse top, drie tot vier zeer snel in grootte toenemende matig bolle windingen en een laatste winding die 2/3 van de totale schelphoogte in beslag neemt. De mondopening is regelmatig afgerond ovaal. De mondrand is scherp, niet verdikt. De windingen worden van elkaar gescheiden door een ondiepe sutuur. Het schelpoppervlak is glad en glanzend en mist elke sculptuur afgezien van onregelmatige groeilijnen. Bij het levende dier is de schelpwand doorzichtig, zeer dun en broos, bij aanraking kan het al scheuren. Het periostracum verleent de schelp echter een behoorlijke flexibiliteit. De kleur is egaal bleek groengeel, oranjebruin tot donkergeel.
Het dier past niet helemaal in het huis, en steekt altijd een beetje uit.
Fossiele schelpen zijn door het ontbreken van het periostracum vaak breekbaar, de schelp is ondoorzichtig en wit van kleur.
De schelp van deze soort is moeilijk te onderscheiden van die van verwanten. De verschillende soorten kunnen wel goed op anatomische kenmerken van de weke delen onderscheiden worden.
Afmetingen van de schelp
- breedte: 10 mm
- hoogte: 17 mm

De schelp kan incidenteel uitgroeien tot 24 mm hoogte.

## Habitat
Succinea putris leeft altijd in de buurt van water in vochtig gras- en rietland, in oever- en moerasbos op waterplanten.

## Levenswijze
Het is een wat amfibische soort die wel langs de waterkant kruipt maar het onder water niet lang overleeft. Voornamelijk te vinden langs de waterkant vanwege de voorkeur voor verschillende soorten riet, algen en andere waterplanten.
De dieren zijn tweeslachtig. Bij de paring gedraagt één dier zich als vrouwtje, het andere als mannetje. De eitjes worden in kleine pakketjes afgezet tussen planten en mos of in vochtige aarde, meestal langs de waterkant.

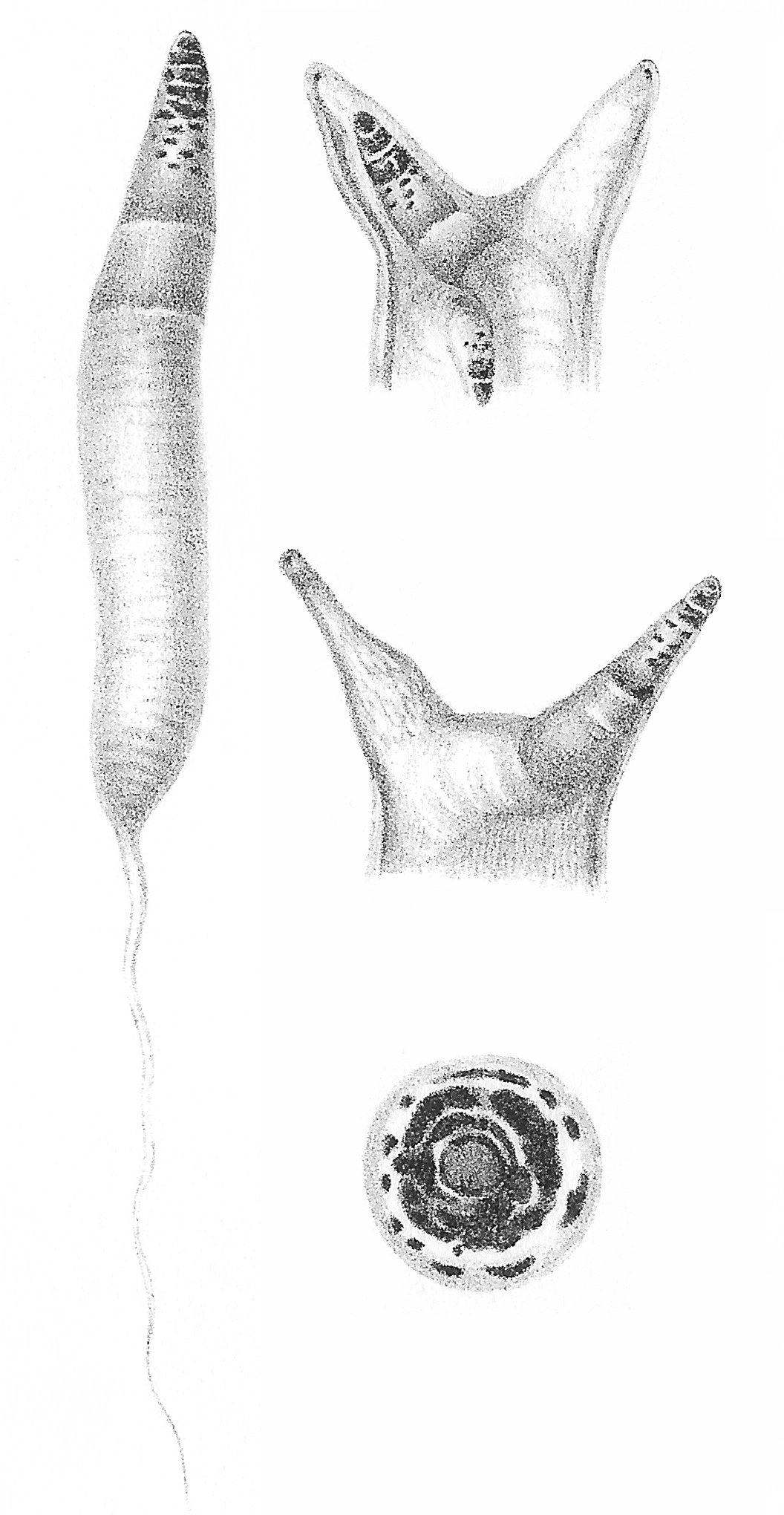
Leucochloridium paradoxum

Succineidae zijn dragers van de parasitaire worm Leucochloridium paradoxum (een Trematoda), althans een ongeslachtelijk larvestadium daarvan. Deze parasiet ontwikkelt knotsvormige uitsteeksels die deels in de tentakels van de slak terechtkomen. De uitsteeksels in de tentakels maken pulserende bewegingen die mogelijk aantrekkingskracht op vogels uitoefenen. Als vogels de slak eten, komt de worm in de vogel verder tot ontwikkeling. Als de slak niet op tijd gegeten wordt, dan barsten de tentakels open door een sterke opzwelling van de uitsteeksels van de parasiet. Daarbij komen cercariën vrij die op zoek gaan naar hun volgende gastheer. Het komt wel vaker voor dat prooidieren specifieke parasitaire belagers van hun vijanden bij zich dragen.

## Huidige verspreiding
De soort is verspreid over grote delen van Europa, met uitzondering van rond de poolstreek, naar het Oosten toe tot in Siberië voorkomend. Vrij algemeen in Nederland en België.

## Fossiel voorkomen
De schelp van Succinea putris en verwante soorten fossiliseert goed, hoewel vaak alleen kapotte exemplaren of fragmenten van de topwindingen en de spil worden gevonden. Omdat schelpen van de Succineidae moeilijk op soort te determineren zijn, is het fossiele voorkomen niet met zekerheid bekend. Men neemt aan dat de soort in ieder geval tijdens alle interglacialen van het Kwartair in Noordwest-Europa aanwezig was. In Nederland en België bekend uit alle interglacialen en het Holoceen.

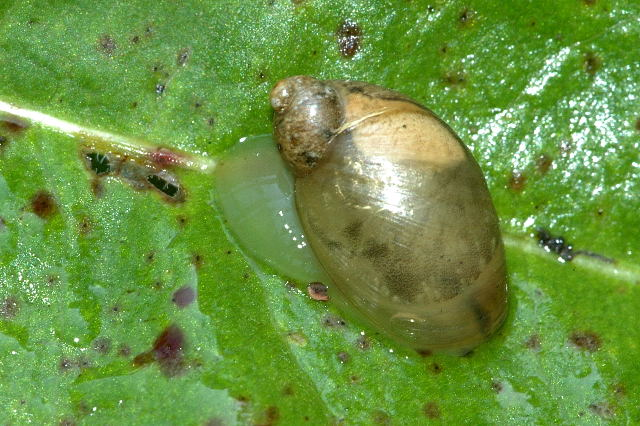
Barnsteenslak
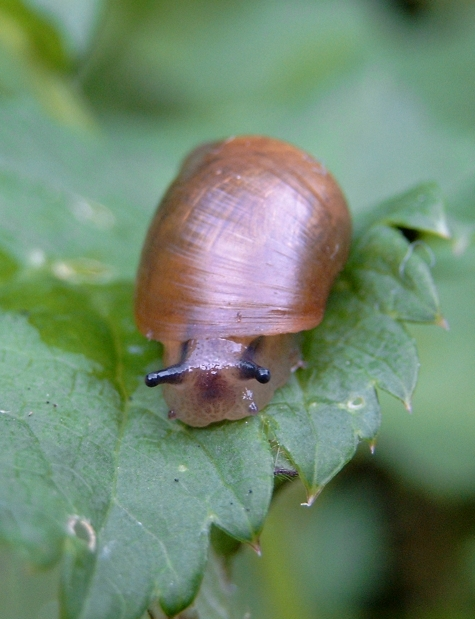
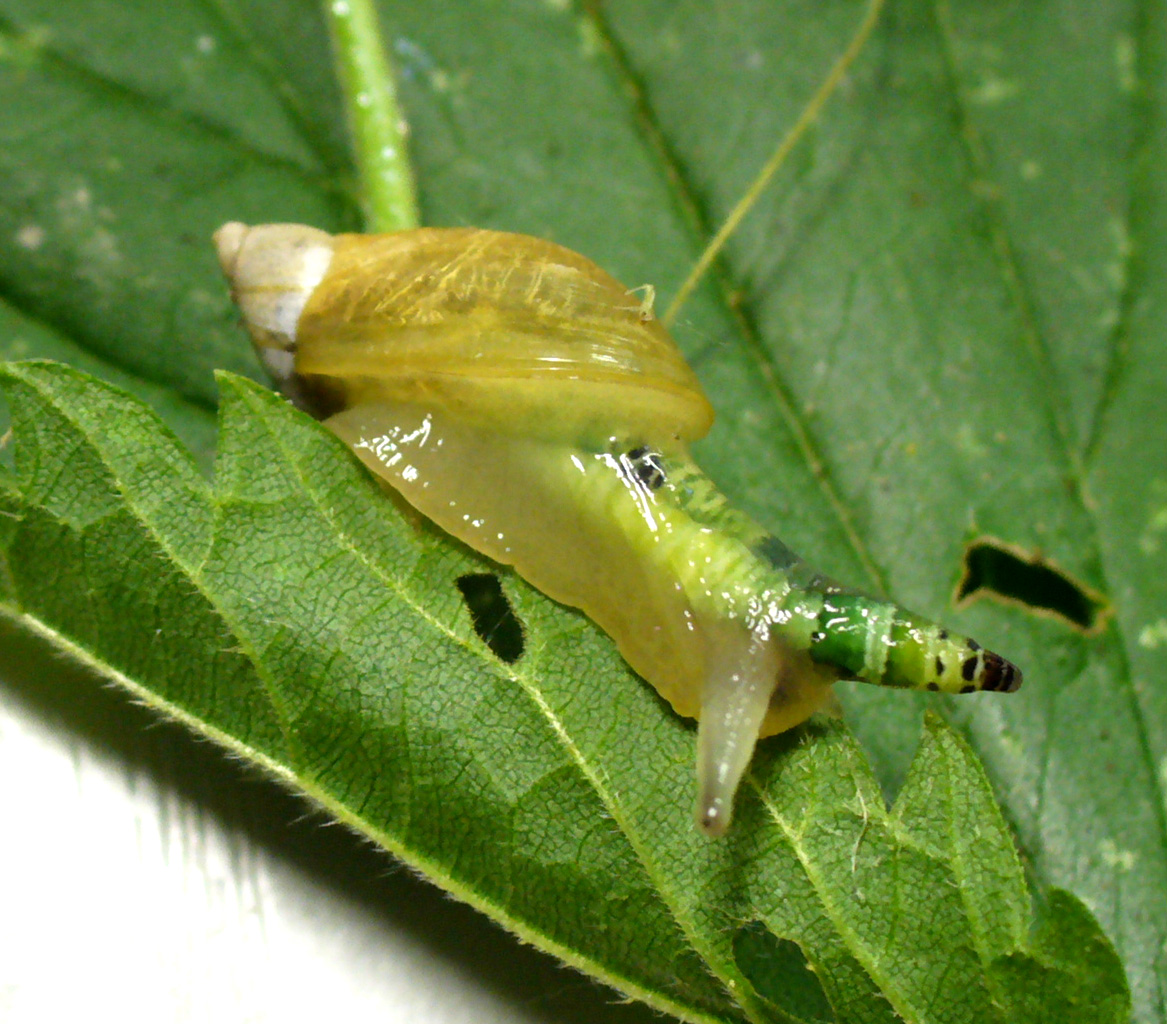
Met een parasietworm Leucochloridium paradoxum in tentakel
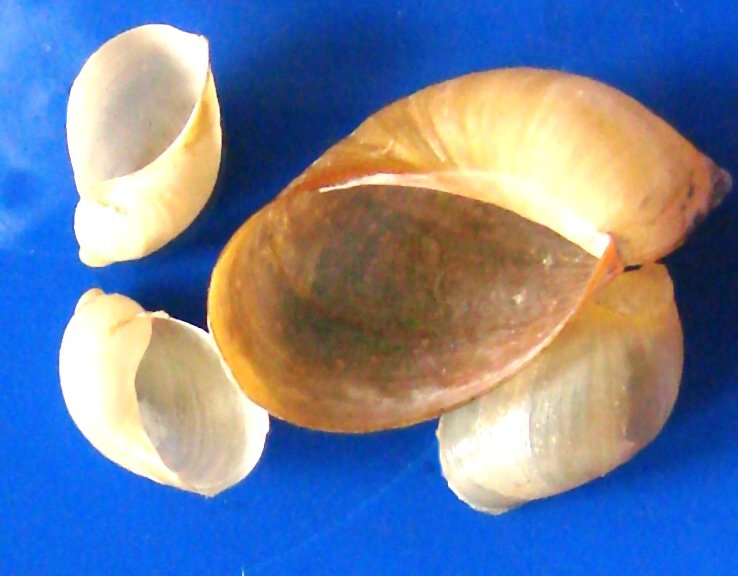
Schelpen van Barnsteenslak
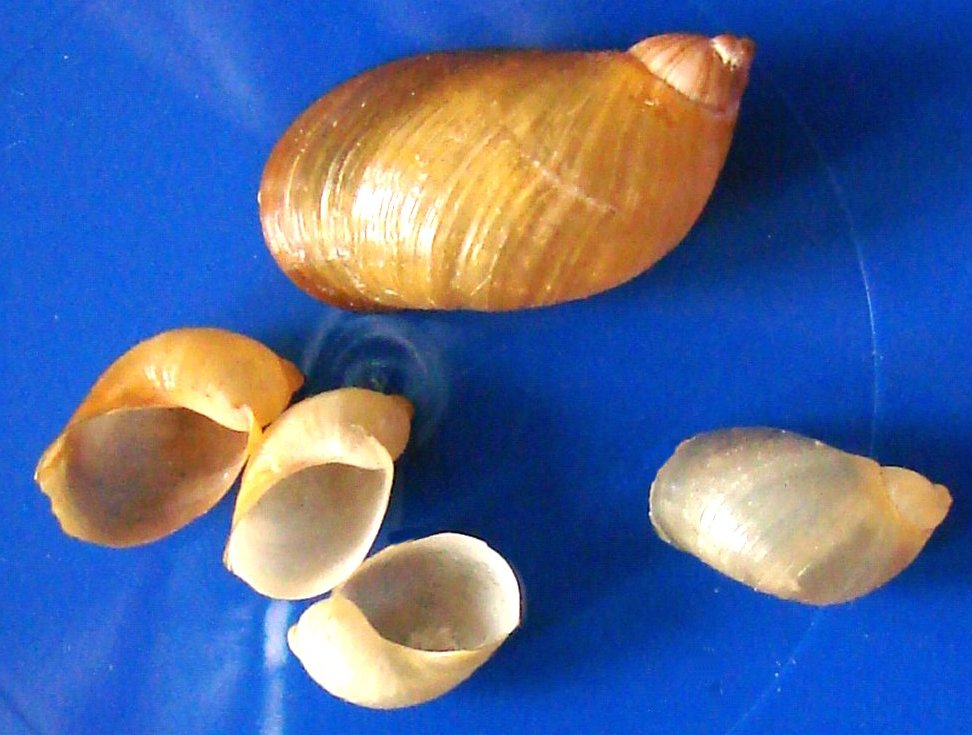